# 全球城市小姐
全球城市小姐(先生)暨全球城市形象大使選拔大賽（Miss Globalcity Pageant），目前擁有超過70個國家150個以上全球城市組織，加入這個新興選拔組織，2009年進入第十一屆賽事，華人第一品牌賽事，全球以「城市」為主題的第一選美賽事。前身為1989年創立的中華港都小姐選拔組織，由臺灣著名影視明星、中華全球城市選拔協會理事長張如君博士于2003年創立，2014年正式授權北京新如君文化有限公司於全球範圍經營授權、管理該選拔賽之活動。十五年來，一直秉持『珍愛地球．城市出發』為宗旨。
全球城市選拔組織-Globalcity Pageant  Organization立足大中華宏觀全球，以地球村理念，超越國家藩籬，進行城市對城市City to City的對話與行動，透過各項傑出的人、事、地、物之選拔，提倡正確的價值觀與人生觀，鼓勵優秀人才對社會國家之繁榮，與世界和平及友誼，作出積極正面之貢獻為宗旨。以“Global Vision”全球觀點，舉辦落實於各全球城市Global City的選拔活動，為全球帶來嶄新的活力與希望，促進Big Family on One Earth的世界和平理念。
全球城市小姐選拔透過美麗的焦點，積極推動聯合國地球憲章的原則和價值，帶動城市與城市之間的交流與公益的行動力。以柔性多方位的訓練態度，提倡『You Can』精神，一個人是具有改變世界的力量，成為所屬城市最佳的代言人。全球城市選拔協會宣導城市文化、關懷公益活動，逐步踏實的成為世界指標性的選拔組織。

## 賽事記錄
賽事自1997年開始已成功舉辦過十三屆。
- 2004年主辦中華港都小姐選拔大賽。
- 2005年正式成立「中華全球城市選拔協會」。
- 2006年第一屆全球城市小姐選拔大賽。
- 2006年第一屆世界盃全球城市小姐選拔大賽。
- 2007年第二屆全球城市小姐選拔大賽。
- 2007年第二屆世界盃全球城市小姐選拔大賽。
- 2008年第三屆全球城市小姐選拔大賽。
- 2008年第一屆全球城市先生示範賽。
- 2009年第四屆全球城市小姐選拔大賽。
- 2009年全球城市先生選拔大賽全球城市媽媽示範賽。
- 2010年第五屆全球城市小姐選拔大賽、城市媽媽選拔大賽。
- 2011年第六屆全球城市小姐選拔大賽。
- 2012年第七屆全球城市小姐選拔大賽。
- 2013年第八屆全球城市小姐選拔大賽。
- 2014年全球城市形象大使暨全球城市小姐兩岸總決賽。其中包括北京、台灣、香港、澳門，廣東賽區。
- 2015年第十屆全球城市形象大使暨全球城市小姐兩岸總決賽。以及第十屆世界杯上海總決賽。賽區包括北京、台灣、廣東、江蘇、香港、澳門、四川、上海、等省份城市。
- 2016年第十一屆全球城市形象大使暨全球城市小姐（先生）大中華區總決賽，以及第十一屆世界杯上海總決賽，賽區包括台灣、江蘇、北京、廣東、香港、澳門、上海、內蒙古等省份城市。
- 2017年第十二屆全球城市形象大使暨全球城市小姐（先生）大中華區總決賽以及第十二屆世界杯上海總決賽，賽區包括北京、江蘇、台灣、上海、江門、香港、澳門、廈門等省份城市。
- 2018年第十三屆全球城市形象大使暨全球城市小姐（先生）大中華區總決賽以及第十三屆世界杯濟南總決賽，賽區包括北京、台北、上海、杭州、泰興、溫州、乍得恩賈梅納、成都、惠州、澳大利亞墨爾本、廈門等城市。

## 歷屆賽事
◆Miss Globalcity Pageant 2017 第十二屆全球城市形象大使暨全球城市小姐臺灣賽區總決賽 總冠軍 吳昱萱

## 協會主席
張如君 FiFi Chang （～2015）
- 中華全球城市選拔協會 理事長
- 中華民國美學發展協進會 榮譽理事長
- 全球城市小姐世界大賽 創辦人
- You Can地球關懷行動聯盟 主席
- 學歷
  - 天津南開大學工商管理碩士
  - 天津南開大學經濟學博士

石淑平(2016～)